# Череп Хаджи-Мурата
Череп Хаджи-Мурата — дагестанского военного деятеля Кавказской войны — ныне хранится в петербуржском музее и является предметом регулярного общественного резонанса. Череп был вывезен с Кавказа в XIX веке и стал экспонатом музея. С 1990-х годов ряд общественных и политических деятелей продолжают заниматься вопросом репатриации останков.

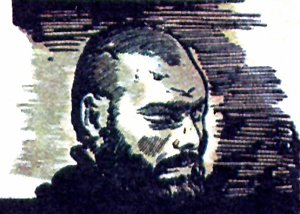
Голова Хаджи-Мурата. Художник Лансере, 1913. Иллюстрация к повести «Хаджи-Мурат»

## История
- Голову отсёк неизвестный после смерти Хаджи-Мурата в мае 1852 года на территории нынешнего Гахского района Азербайджана. Её перевезли в Нуху, положили в спирт и выслали губернатору в Шемаху. Оттуда её в качестве доказательства смерти Хаджи-Мурата переслали в Тифлис к наместнику царя на Кавказе — князю Воронцову. Голова три дня находилась на выставке для показа публике[1].
- Вскоре её отослали в Санкт-Петербург. Она была осмотрена царём Николаем I, министром Чернышевым и старшими офицерами. Её поместили в Военно-медицинскую академию[1].
- В 1959 году череп был передан в Музей антропологии и этнографии (Кунсткамера)[2].
- В 1964 году советский учёный Михаил Герасимов по черепу составил бюст Хаджи-Мурата[3][4].
- Череп Хаджи-Мурата выставлялся напоказ в качестве «трофея Кавказской войны»[5] и «государственного достояния России» с инвентарным номером 199[6]. Позже он из музейного фонда был переведён в разряд госимущества[5].

## Описание
Лев Толстой писал о голове:
«Это была голова, бритая, с большими выступами черепа над глазами и черной стриженой бородкой и подстриженными усами, с одним открытым, другим полузакрытым глазом, с разрубленным и недорубленным бритым черепом, с окровавленным запекшейся черной кровью носом. Шея была замотана окровавленным полотенцем. Несмотря на все раны головы, в складе посиневших губ было детское доброе выражение».
На черепе находится затёртая надпись на русском и азербайджанском языках «Наиб Хаджи-Мурат».

## Требования репатриации
- В 1990 году секретарь «Фонда Шамиля» и историк Хаджи-Мурад Доного отправился в Ленинград с целью передать череп в имущество «Фонда Шамиля» и захоронить его либо в Азербайджане, где похоронено тело, либо вместе с телом перехоронить в Хунзахе, родном селе Хаджи-Мурата[8]. Николай Гиренко, директор института, где хранится череп, дал согласие на инициативу, но из-за особенности мероприятия (захоронение экспоната музея) дело не было завершено[8].
- Во время референдума о доверии президенту Ельцину (1993 год) в Махачкалу прибыл Сергей Шахрай с разрешением на возвращение черепа. Из-за стремительно менявшейся ситуации в стране вопрос с черепом не был решён и на этот раз[8].
- В 1995 году из-за множества писем с требованиями репатриации начальник департамента культуры РФ Шабдурасулов подписал документ, гласящий, что череп — собственность музея, нельзя измениться форму собственности и для того, чтобы передать в Дагестан, необходимо изменить законодательство[8].
- Руководство музея в 1997 году в ответ на повторяющиеся запросы на репатриацию заявило[9]:«Мы его не прячем, пусть забирают. Череп Хаджи-Мурата не представляет большой ценности. У нас есть более интересные экспонаты, например, полный скелет человека палеолита, найденный под Воронежем. Тем более что череп Хаджи-Мурата — исключение из правил музея. Обычно мы не регистрируем в качестве музейного экспоната черепа исторических лиц, после изучения мы передаем их для захоронения. Череп Хаджи-Мурата — пока федеральная собственность. Рядовой экспонат с коллекционным номером, списать его без указания вышестоящей инстанции мы не можем. На это требуется специальное распоряжение Министерства культуры».

- В 1998 году после просьб Министерству культуры был получен ответ[10]:

«Границы компетенции Министерства культуры Российской Федерации не позволяют решить данную проблему на нашем уровне. Дело в том, что Музей антропологии и этнографии имени Петра Великого /Кунсткамера/ Указом Президента Российской Федерации от 18.11.92 г. № 294 отнесен к особо ценным объектам культурного наследия народов Российской Федерация. В соответствии с Положением об особо ценных объектах культурного наследия народов Российской Федерации и Федеральным законом „О Музейном Фонде Российской Федерации и музеях в Российской Федерации“, находящиеся на постоянном хранении в названном музее предметы отчуждению не подлежат.
Учитывая изложенное, решение этого вопроса может быть найдено только на политическом уровне, о чем Правительство Республики Дагестан нами проинформировано».
- Вскоре был отправлен запрос к исполняющему обязанности президента Путину[10].
- В 2000 году было объявлено о возвращении черепа. В ходе телефонного разговора между главой Минкульта РФ Швыдкой и Председателем Госсовета РД Магомедали Магомедовым была достигнута договорённость о возврате черепа. Глава республики поздравил дагестанцев с событием. Было объявлено о создании комиссии по решению этого вопроса[11].

- Просьба о возврате отправлялась также и из Азербайджана, где было похоронено тело Хаджи-Мурата[12].
- В 2017 году глава ЧР Кадыров потребовал захоронить череп. Кунсткамера выпустила ответ на требование: вопросом с черепа занимается межведомственная комиссия, созданная Минкультуры РФ[13].
- В 2019 году советник президента Толстой заявил[13]:«По указанию Главы государства (от 19.07.2018 №Пр-1279) выраженная в Вашем обращении позиция о целесообразности передачи в Республику Дагестан для захоронения останков (черепа) Хаджи-Мурата была рассмотрена в Администрации Президента Российской Федерации и, в целом, поддержана. По итогам консультаций с руководством Республики Дагестан принято решение осуществить акт передачи останков позднее с учетом текущей внутриполитической ситуации в республике».
- В 2022 году глава РД Меликов поддержал предложение общественности о репатриации черепа[13]. По его поручению 27 декабря была создана рабочая группа по взаимодействию с музеем под руководством председателя Общественной палаты РД Абдулмуъмина Ибрагимова. В 2023 году Ибрагимов заявил:«Основной причиной отказа возврата останков на предыдущих этапах переписки с органами государственной власти и с тем же музеем антропологии было то, что череп Хаджи-Мурата является федеральной собственностью. Поэтому мы на этом собрании решили обратиться в Росимущество РФ. В итоге мы получили ответ, что сведения о праве собственности Российской Федерации и иных вещных правах на череп Хаджи-Мурата в реестре федерального имущества отсутствуют».По его словам, для возврата черепа необходимо подготовить обращение от Главы Дагестана на имя Президента РФ для подготовки письменного разрешения о передаче[14].